# Goliaf Air
Goliaf Air is een luchtvrachtmaatschappij uit Sao Tomé en Principe met als thuisbasis Sao Tomé. Goliaf Air is opgericht in 1997.

## Vloot
De vloot van Goliaf Air bestaat uit (juni 2007):
- 2 Antonov AN-12BP
- 1 Antonov AN-12T
- 2 Antonov AN-32B

## Zwarte lijst
Sinds 2009 staan alle luchtvaartmaatschappijen uit Sao Tomé en Principe op de zwarte lijst van de Europese Commissie. Vliegtuigen van Goliaf Air mogen dus vanwege veronderstelde veiligheidsproblemen nergens in de Europese Unie landen. Dit verbod werd in 2011 verlengd.